# Gin no szadzsi
A Gin no szadzsi (銀の匙; Hepburn: Gin no saji, ’Ezüstkanál’) vagy Silver Spoon japán mangasorozat, melynek írója és rajzolója Arakava Hiromu. A történet a kitalált hokkaidói Óezo Mezőgazdasági Szakközépiskolában játszódik, a cselekmény Hacsiken Júgo mindennapi élete körül forog, aki apja szigorú elvárásai elől menekülve iratkozott be az Óezóba. Beiratkozása után nem sokkal ráeszmél, hogy egy mezőgazdasági iskolában nem olyan könnyű az élet, mint amire számított. Ellentétben újdonsült osztálytársaival ő nem szándékozik agrár pályán elhelyezkedni az iskola elvégzése után, bár irigyli társait, akik vele ellentétben kitűzték az életcéljukat és az álmaik felé törekednek.
A művet Arakava saját élettapasztalata inspirálta; ő is egy hokkaidói tehenészetben nőtt fel. A manga első fejezete a Shogakukan Súkan Sónen Sunday magazinjában jelent meg 2011. április 6-án. Nem sokkal ez után már a magazin egyik legfőbb húzóerejévé vált.
A 11 részes animeadaptációt az A-1 Pictures készítette el, és a Fuji TV tűzte műsorára 2013. július 11-től a noitamina műsorblokkjában. A második évad sugárzását 2014. január 9-én kezdték meg, szintén a Fuji TV noitamina műsorblokkjában. 2014 március 7-én egy élőszereplős film is megjelent a Toho forgalmazásában.

## Cselekmény
Miután a jámbor Hacsiken Júgónak nem sikerül átmennie a kiválasztott középiskolája felvételi vizsgáján úgy dönt, hogy elővárosi életmódját hátrahagyva a vidéki Óezó Mezőgazdasági Szakközépiskolába (大蝦夷農業高等学校; Hepburn: Ōezo Nōgyō Kōtō Gakkō) iratkozik be. A családjával való kapcsolata a történet elején feszült, ami végül nagy hatással volt az iskolaválasztására – mindenképpen egy az otthonától távol található, bentlakásos intézményben szeretett volna továbbtanulni. Hacsiken a sorozat folyamán gyakran a jövője miatt aggódik. A kezdeti nehézségek ellenére hamar hozzászokik az új környezetéhez, és ugyan a mezőgazdasági világ és a barátai élete közötti kapcsolatot nehezen érti meg, azonban együttérző és jószívű személlyé válik.

## Szereplők

A Gin no szadzsi főszereplői (balról jobbra: Tokiva Keidzsi, Inada Tamako, Josino Majumi, Hacsiken Júgo, Mikage Aki, Nisikava Hadzsime, Komaba Icsiró, Aikava Sinnoszuke és Beppu Taró)

Hacsiken Júgo (八軒勇吾; Hepburn: Yūgo Hachiken)
Szinkronhangja: Kimura Rjóhei  (japán)
Júgo, a sorozat főhőse egy szapporói városi fiú. Miután nem sikerül átmennie az általa előnyben részesített középiskolája felvételi vizsgáján úgy dönt, hogy az Óezo Mezőgazdasági Szakközépiskolába iratkozik be inkább, mivel úgy gondolja, hogy az ottani könnyebb kurzusnak hála több ideje marad a főiskolai vizsgákra való felkészülésre. A feltételezése azonban tévesnek bizonyul, mivel a mezőgazdasági gyakorlati órák kemény munkát igényelnek. Apja szigorú neveltetésének hála nem képes visszautasítani mások segítségkéréseit. Annak ellenére, hogy sokat panaszkodik amikor a többiek visszaélnek nagylelkűségével, mégis hamar elnyeri a diáktársai barátságát és tiszteletét a következetessége és eszessége révén. A beiratkozása után nem sokkal osztálytársával, Akival csatlakozik az iskolai lovasklubhoz, ahol a megbízható természete révén hamar klubvezető-helyettes lesz. Júgo aggódik a jövője miatt, mivel ellentétben osztálytársaival, akik már meghatározták életcéljaikat ő még mindig azon töri a fejét, hogy milyen pályát folytasson. Júgo a családjával szembeni ellenségeskedése elsősorban édesapja nemtörődöm ellenségeskedése, illetve abból fakad, hogy a nála sikeresebb bátyjához, Singóhoz hasonlítják. Miután felelősséget vállal Aki személyes korrepetálására Júgo elkezdi kidolgozni a helyi gazdákat megsegítő cégének körvonalait.
Mikage Aki (御影アキ; Hepburn: Aki Mikage)
Szinkronhangja: Mijake Marie  (japán)
Aki egy elsőéves diák, a lovasklub tagja, Júgo szerelme. Családja egyetlen gyermekeként beiratkozik az Óezóba, hogy annak elvégzése után továbbvihesse a családi vállalkozásukat, egy tehén- és lófarmot, amely a banei versenylovak tenyésztésére szakosodott. Akinak általában vidám és pozitív hozzáállása van a dolgokhoz. Apja nagyon félti, a Júgo és közte lévő kapcsolatában sem bízik, azonban az idő múlásával lánya méltó férjét véli felfedezni a fiúban, akárcsak a család többi tagja. Később a családja pénzügyi nehézségekbe ütközik, ami következtében a megélhetésükhöz el kell adniuk az összes lovukat. Ez után Aki bevallja az igazi vágyait a jövőre nézve és Júgo biztatására elmondja családjának, hogy nem akarja továbbvinni a családi farmot, helyette inkább profi szinten szeretne a lovakkal foglalkozni. Júgo korrepetálásában elkezd keményen tanulni, hogy felvegyék az egyetemre.
Komaba Icsiró (駒場一郎; Hepburn: Ichirō Komaba)
Szinkronhangja: Szakurai Tóru  (japán)
Júgo egyik közeli barátja az Óezón, gyakorlott baseball-játékos, illetve Aki gyermekkori barátja és szomszédja. A közelségük kezdetben Júgo állandó féltékenységforrása volt. Icsiró családja egy kis tejüzem tulajdonosa, amit édesanyjával és fiatalabb húgaival tart fenn. Icsiró álma, hogy profi baseball-játékos legyen, hogy a ligákon megszerzett pénzből a családi farmot fejleszthesse. Családja végül csődbe megy és a gazdaságot eladják, hogy kifizethessék a tartozásaikat. Ennek eredményeként kilép az Óezóból és munkát vállal, hogy fenntarthassa magát és családját.
Josino Majumi (吉野まゆみ; Hepburn: Mayumi Yoshino)
Szinkronhangja: Izava Siori  (japán)
Júgo osztálytársa, aki saját sajtgyárat akar nyitni.
Aikava Sinnoszuke (相川進之介; Hepburn: Shinnosuke Aikawa)
Szinkronhangja: Simazaki Nobunaga  (japán)
Júgo másik közeli barátja, aki az iskola után állatorvosként akar elhelyezkedni. Álmát azonban bonyolítja az a hajlama, hogy a vér látványától elájul. A Holstein-klub tagja.
Inada Tamako (稲田多摩子; Hepburn: Tamako Inada)
Szinkronhangja: Takagaki Ajahi  (japán)
Júgo gazdag osztálytársa, családja egy hatalmas ipari farmot üzemeltet. Általában elhízott lányként látni, azonban azon ritka pillanatokban amikor túl keményen dolgozik vagy gyors diétára fogja magát, akkor felfedi szépséges énjét. Amikor vékonyabb a megszokottnál, akkor gyengének érzi magát, így idők kérdése, hogy visszaszedje az összes leadott súlyfelesleget amitől korábban megszabadult. A pénz megszállottja, célja a család farmjának felvásárlása, majd annak tovább-bővítése a nagyobb bevétel érdekében.
Tokiva Keidzsi (常盤恵次; Hepburn: Keiji Tokiwa)
Szinkronhangja: Sódzsi Maszajuki  (japán)
Júgo közeli barátja, aki gyakran bajba sodorja magát nehézkes tanulmányi készségeivel, illetve azért, mert túl hamar vonja le a következtetéseket, a barátai bosszúságára. Családja egy csirkefarm tulajdonosa.
Minamikudzsó Ajame (南九条あやめ; Hepburn: Ayame Minamikujō)
Szinkronhangja: Jahagi Szajuri  (japán)
Arisztokrata családból származó lány, Mikage gyermekkori riválisa. A sorozat gyakori vicce, hogy rosszul mondja ki Hacsiken nevét; a hacsi (8) tagot gyakran cseréli ki más számokra, így Sicsikennek (7) vagy Dzsjúhacsikennek (18) hívja őt.
Hacsiken Singo (八軒慎吾; Hepburn: Shingo Hachiken)
Szinkronhangja: Konisi Kacujuki  (japán)
Júgo bátyja, aki felvételt nyert Japán legrangosabb egyetemére, a Tokiói Egyetemre. Singo azon nyomban otthagyja az iskolát, amint ráeszmél, hogy apja álma az, hogy az egyik fiát felvegyék oda. Úgy dönt, hogy álmait követve szakács lesz, és bejárja az egész országot főzőtudománya tökéletesítésére, ami viszont gyakran megkérdőjelezhető eredményekhez vezet. Gyakran bármiféle egyeztetés nélkül tér be az Óezóba, hogy ránézzen öccsére, mivel Júgo általában nem hajlandó beszélni a családjával. Singo gondtalan és távolságkedvelő, ami gyakran Júgo ellenségeskedésének forrása.

## Médiamegjelenések

### Manga
A mangát Arakava Hiromu írja és rajzolja. Japánban a Shogakukan jelenteti meg a Súkan Sónen Sunday mangamagazinjában 2011. április 6-a óta. A fejezetek tankóbon kötetekbe összeszedve is kiadásra kerülnek, az első ilyen 2011. július 15-én jelent meg és 2017. augusztus 18-ig bezárólag tizennégy kötet jelent meg. 2014 augusztusában Arakava bejelentette, hogy az egyik családtagja meggyengült egészségi állapota miatt lelassítja a fejezetek megjelenését, a sorozat 2015. április 22-én tért vissza a hiátusból, azonban a következő hónap elején ismét hiátusba küldték, ami egészen 2016. január 27-ig tartott. A mangát a következő hónapban ismét hiátusra küldték, ami ezúttal hat hónapon keresztül, 2016 augusztusának végéig tartott. 2016 szeptemberének végén ismét hiátusra került a sorozat, ami ezúttal 2017. július 5-ig tartott. A mangát a Shogakukan Asia jelentette meg angol nyelven Délkelet-Ázsiában, illetve a Yen Press Észak-Amerikában.
Arakava két különleges Gin no szadzsi-fejezetet is készített Hoszono Fudzsihiko mangaka Heroes’ Comeback jótékonysági projektjéhez. A két fejezet eredetileg a Súkan Sónen Sunday 2013 tizenegyedik és tizenkettedik számában jelent meg. A történet középpontjában Hacsiken meidzsi-kori felmenői vannak. A nyolc mangaka tizenhárom különfejezete végül 2013. április 30-án a 3.11 vo vaszurenai tame ni Heroes’ Comeback (3.11を忘れないために ヒーローズ・カムバック, ’A hősök visszatérnek, ne feledjük 3.11-et’) című tankóbonba összeszedve is megjelentek.

### Anime
Az A-1 Pictures által készített animesorozatot 2013. július 11-e és 2013. szeptember 19-e között sugározták. A sorozatot Itó Tomohiko rendezte Deai Kotomi rendezőasszisztens közreműködésével. Kisimoto Taku írta a sorozat forgatókönyvét, míg Nakai Dzsun szereplőtervezőként és vezető animációs rendezőként vett részt. Murai Súszei szerezte a sorozat zenéjét. A sorozatnak két tizenegy epizódos évada van, a másodikat 2014. január 9-e és 2014. március 27-e között sugározták. Az első évad nyitófőcím dalául miwa Kiss You, míg zárófőcím dalául a Sukima Switch Hello Especially című száma szolgált. A második évad nyitófőcím dala a Fujifabric Life, míg zárófőcím dala a Goose House Oto no naru hó e című száma. Az anime észak-amerikai terjesztési jogait az Aniplex of America, az ausztrál jogokat a Madman Entertainment, míg a tajvani jogokat a Top-Insight International szerezte meg.

### Élőszereplős film
A filmet 2013. augusztus 7-én jelentették be hivatalosan a Nikkan Sports és a Sports Nippon újságokban. A film főszereplőit Kento Nakadzsima (Hacsiken Júgo), Hirosze Alice (Mikage Aki) és Icsikava Tomohiro (Komaba Icsiró) alakítják. A filmet Josida Keiszuke rendezte, a TBS és a Wilco gyártásában, a Toho forgalmazásában. A film 2014. március 7-én, pénteken került a japán mozikba, nyitóhétvégéjét 78 853 262 millió jennel zárta, ezzel a hetedik helyen végzett. 2014. április 6-ig a film Japánban 702 602 402 jen bevételt hozott, amivel a 2014-es év ötvenkettedik legsikeresebb mozifilmje lett. A filmet 2014. július 22-én a Japan Film Festival of San Francisco filmfesztiválon is vetítették. Az élőszereplős Gin no szadzsi-film főcímzenéjéül a Juzu Hidamari című dala szolgált.

### Dráma és rádió CD-k
Ugyan az animeadaptáció többé-kevésbé hűen követi a mangát, azonban kimaradt belőle a tizenegyedik fejezet cselekménye, az „53. Óezó Mezőgazdasági Szakközépiskola és az Óezó Műszaki Középiskola közötti megmérettetés” (第53回大蝦夷農業高等学校と大蝦夷工業高校の交流戦). Az ezt a történetszálat feldolgozó dráma CD első fele 2013. október 18-án a manga kilencedik tankóbon kötetének korlátozott példányszámú kiadásával, míg a másik fele az anime második Blu-ray és DVD-kiadásával jelent meg október 23-án. Az anime ötödik és hatodik Blu-ray és DVD-kiadásának korlátozott példányszámú változatai mellé egy-egy rádió CD-t is csomagoltak. Az animesorozattal kapcsolatban annak számos stábtagját interjúvolták meg a Noitamina Radióban — a 101. epizódban Itó Tomohiko rendezőt és Kisimoto Taku írót, a 102. és 103. epizódban Mijake Marie-t (Mikage Aki hangja), a 104. és 105. epizódban Kobusi Nobujukit (Beppu Taró hangja), a 106. és 107. epizódban Szakurai Tórut (Komaba Icsiró hangja), a 108. és 109. epizódban Siori Izavát (Josino Majumi hangja), a 110. epizódban ismét Kisimoto Takut, a 111. epizódban újra Itó Tomohikót, illetve a 123. és 124. epizódban Kimura Rjóheit (Hacsiken Júgo hangja).

### Videójátékok
A sorozat alapján két casual szimulációs játék jelent meg iOS és Android platformokra a Kayac fejlesztésében. Az első, a Pocket rakunó: Dai Ezo Nógjó Kókó Ginszadzsi Kóbaihó (ポケット酪農〜大蝦夷農業高校銀匙購買部〜; Zsebtejüzem: Óezo Mezőgazdasági Szakközépiskola - Beszerzési Osztály) 2013. július 8-án, míg folytatása 2014. január 21-én jelent meg.

### Kalauzok, fotókönyvek és regények
A sorozathoz kötődően egy kalauz és egy fotókönyv is megjelent. Előbbi Gin no szadzsi – Kósiki Guide Book: Óezo Mógjó Kókó szeisun Manual (銀の匙 公式ガイドブック 大蝦夷農業高校 青春マニュアル; Gin no szadzsi – Hivatalos kalauz: Az Óezo Mezőgazdasági Szakközépiskola ifjúsági kézikönyve) címen 2013. augusztus 16-án, utóbbi Eiga Gin no szadzsi: Silver Spoon – Kókai kinen: Nakadzsima Kento Official Photobook – Gin no szadzsi Days (映画「銀の匙~Silver Spoon~」公開記念 中島健人オフィシャルフォトブック 銀の匙デイズ, ’Gin no szadzsi: Silver Spoon film – Nyilvános megnyitó: Nakadzsima Kento fotókönyv – Gin no szadzsi napok’) címen 2014. február 20-án. 2014. február 18-án két regény is megjelent Gin no szadzsi címmel, az egyiket Momosze Sinobu, míg a másikat Tokiumi Jui és Josida Keiszuke írta.

## Fogadtatás

### Eladások
A Gin no szadzsit első kötete óta jó fogadtatásban részesítik az olvasók, a negyedik kötet megjelenésével leghamarabb egymilliós példányszámú első nyomást elérő Shogakukan-manga lett. Az Oricon adatai szerint a Gin no szadzsi a 2012-es év a hetedik legjobban, a Shogakukan legjobban, illetve 2012 animeadaptáció nélküli legjobban fogyó mangasorozata lett. 2012. április 19-ig az első három kötetből összesen 2,5 millió példányt nyomtak. A Gin no szadzsiból 2011 novembere és 2012 novembere között 3,6 millió kötet kelt el, ezzel az év hetedik legsikeresebb mangasorozata lett. Az első kötetből 561 466, a másodikból 813 989, a harmadikból 710 387, a negyedikből 673 210, illetve az ötödikből 526 022 példány kelt el, ezzel az időszak negyvenkettedik, tizennegyedik, tizenkilencedik, huszonkettedik, illetve a negyvennyolcadik legkeresettebb mangakötetei voltak. A 2013. január 18-án megjelent hatodik kötetig 6,5 millió kötetet nyomtak a sorozatból. 2013 októberéig a sorozatból több, mint 12 millió példányt adtak el Japánban. A Gin no szadzsiból 2012 novembere és 2013 novembere között 4,8 millió kötet kelt el, ezzel az év hatodik legsikeresebb mangasorozata lett. A hatodik kötetből 941 090, a hetedikből 807 784, a nyolcadikból 777 352, illetve a kilencedikből 692 756 példány kelt el, ezzel az időszak huszonötödik, harmincnegyedik, harminchatodik, illetve a negyvennegyedik legkeresettebb mangakötetei voltak. 2013 áprilisa és 2014 áprilisa között 1,2 millió példánnyal a Gin no szadzsi tizenegyedik kötete volt a Shogakukan példányszámú első nyomású mangakötete. A következő egyéves időszakban a sorozat következő, tizenkettedik kötete teljesítette ugyanezt. A sorozatból 2014-ig 15 millió kötetet adtak el Japánban. A tizennegyedik kötet a Shogakukan legtöbb példányszámban eladott kötete volt 2017-ben.

### Díjak
2012-ben a Gin no szadzsi elnyerte az 5. Manga taisó nagydíját, a Booklog nagydíját, valamint az 58. Shogakukan manga-díjat sónen kategóriában, illetve jelölve volt a 17., a 18. és a 19. Tezuka Oszamu Kulturális Díjra.
A sorozatot 2012-ben a legjobb sónen mangának, 2013-ban és 2017-ben az összesített második, míg 2015-ben az összesített ötödik legjobb mangának választották a Da Vinci magazin szavazásán. A mangát a 2012-es év tizennegyedik legjobb sónen címének választották a Kono manga ga szugoi! magazin által megkérdezett szakmabeliek. A Nippon Shuppan Hanbai a 2012-es év második legjobb mangájának kiáltotta ki a sorozatot az „ország könyvkereskedőinek választása szerinti legjobb képregények” szavazás eredménye alapján.
2013-ban a Gin no szadzsi elnyerte a japán Földművelésügyi, Erdészeti és Halászati Hivatal által kiosztott, a japán ételkultúra megismertetésért járó elismerés fődíját. A sorozat 2015-ben a második helyen végzett a legjobb manga kategóriájában a Jomiuri Simbun által szervezett Sugoi Japan Awardon.

### Hatása
A sorozat előtt tisztelegvén egy, az annak címében szereplő ezüstkanál megtalálható a Capcom Monster Hunter 4 Ultimate című Nintendo 3DS-játékában. Hacsiken Júgo, Mikage Aki és Komaba Icsiró szerepel a Yome Collection című gyűjtögetős kártyajátékban. A Line azonnali üzenetküldő alkalmazásban is vannak Gin no szadzsi „matricák”. A Japan Post hokkaidói fiókjai 2013 decemberében Gin no szadzsi-szereplőket mintázó bélyegívet jelentettek meg. A sorozat hatására az Óezo mintájául szolgáló Hokkaidó Obihiro Mezőgazdasági Szakközépiskolába 2013-ban 110%-kal több diák jelentkezett, mint egy évvel korábban. A sorozat a banei-lóversenyzésre is nagy hatással volt: a „Gin no szadzsi-effektus” a 2013-as évben rekordszámú, 260 800 főt vonzott be a versenyekre, ez a szám 2014-re már 270 000 főre növekedett, akik szintén rekordszámú 13,2 milliárdos bevételt hoztak. 2016 szeptemberében a Daiichi Gomu lábbeligyártó-cég három Gin no szadzsi-témájú gumicsizmát dobott a piacra.